# Herz-Jesu-Abtei Inkamana
Die Herz-Jesu-Abtei Inkamana ist eine Missionsbenediktinerabtei der Benediktinerkongregation von St. Ottilien in Vryheid in Südafrika. Das Kloster wurde am 3. August 1922 als Missionsstation durch Bischof Thomas Spreiter OSB gegründet.
Abt des Klosters ist seit Februar 2018 John Paul Mwaniki OSB.

## Geschichte
Am 1. September 1921 vertraute der Vatikan den Missionsbenediktinern der Benediktinerkongregation von St. Ottilien ein neues Einsatzgebiet im Zululand in Südafrika an. Die Missionsarbeit nahm ihren Ausgang von Inkamana, einer Farm im Süden der Stadt Vryheid.
Am 3. August 1922 wurde auf dieser Farm erstmals die Hl. Messe gefeiert, so dass dieser Tag als Gründungsdatum der heutigen Abtei Inkamana gilt. Von Inkamana aus wurde die katholische Kirche im Zululand aufgebaut. Die Mission der Benediktiner beschränkte sich nicht allein auf Verbreitung des katholischen Glaubens durch Kirchenbau, sowie Gründung und Betreuung christlicher Gemeinden, sondern bereicherte die Gesellschaft auch in wirtschaftlicher Hinsicht durch den Bau und die Unterhaltung von Krankenhäusern und Schulen, vor allem Volksschulen in den ländlichen Gebieten. Die Mönche arbeiteten dabei eng mit den Missionsbenediktinerinnen von Tutzing und den Mallersdorfer Franziskanerinnen zusammen.
Aus dem Missionsgebiet wurde im Jahr 1951 die eigenständige Diözese von Eshowe, die seit 1975 mit einheimischen Bischöfen besetzt ist. Inkamana entwickelte sich aus einer Missionsstation allmählich zu einem klösterlichen Mittelpunkt und wurde 1962 ein einfaches Priorat. Sechs Jahre später wurde es zum Konventualpriorat und 1982 zur Abtei erhoben. Erster Abt wurde Pater Gernot Wottawah OSB (1982–2002).
Im Laufe der Jahre entstanden eine umfangreiche Klosteranlage und ein klösterlicher Großbetrieb mit vielerlei Aufgaben: Farm und Garten, Werkstätten, Volksschule und Gymnasium mit Jungen- und Mädcheninternat. Auch die Seelsorgearbeit in der Umgebung wurde von Inkamana aus geleistet. Mittelpunkt von Inkamana ist die große Abteikirche, die Anfang der fünfziger Jahre von den Ordensbrüdern erbaut und 1995–1997 umfassend renoviert wurde. Sie erinnert an die Klosterkirche im unterfränkischen Münsterschwarzach und wurde von Bruder Candidus Mayer aus dem dortigen Konvent geplant.
Die Pfarrseelsorge in der Diözese von Eshowe ist noch immer ein Hauptapostolat von Inkamana. Zudem kommt der Arbeit in Erziehung und Schule eine besondere Bedeutung zu.
Am 10. Februar 2018 wählten die Mönche von Inkamana/Südafrika den Nachfolger von Abt Gottfried Sieber (2003–2015), der 12 Jahre lang die Abtei geleitet hatte. Gewählt wurde P. John Paul Mwaniki (47), der aus Kenia stammt. Er hatte bereits ab 2015 die Abtei als Prior-Administrator geleitet. Seine Benediktion erfolgte am 21. April 2018.

## Abhängige Häuser der Herz-Jesu-Abtei Inkamana
Zur Abtei gehörten 2010 2 abhängige Häuser, die für sich selbst wirtschaften, aber durch die Abtei kirchenrechtlich vertreten und betreut werden.
| Name                            | Ort     | Patrozinium | Konvent (Mönche) 2010 | gegründet | Land      | Kontinent |
| ------------------------------- | ------- | ----------- | --------------------- | --------- | --------- | --------- |
| Benediktinerkloster Waldfrieden | Omaruru | St. Bonifaz |                       | 1998      | Namibia   | Afrika    |
| Studienhaus Cedara              | Howick  |             |                       |           | Südafrika | Afrika    |